# Justin McCray
Justin McCray (Miami, 31 maggio 1992) è un giocatore di football americano statunitense che milita nel ruolo di guardia per i Carolina Panthers della National Football League (NFL).

## Carriera universitaria
In gioventù frequenta la Miami Southridge High School di Miami, Florida, dove pratica anche il wrestling; studia poi dal 2010 al 2013 presso la University of Central Florida, ricoprendo il ruolo da capitano degli UCF Knights nel 2013.

## Carriera professionistica
Nel maggio 2014 viene ingaggiato come undrafted free agent dai Tennessee Titans. Il 30 agosto seguente viene tuttavia relegato alla practice squad della formazione di Nashville, mancando la promozione alla rosa attiva per tutta la stagione. Pur forte di un future contract, nell'estate 2015 viene messo sul mercato. Il 17 novembre 2015 lascia la National Football League per accasarsi agli Orlando Predators, franchigia dell'Arena Football League. Al Dispersal Draft AFL 2016, McCray viene selezionato dai Tampa Bay Storm.
Il 29 marzo 2017 sigla un accordo contrattuale con i Green Bay Packers, facendo così ritorno in NFL. Fa il suo debutto in assoluto tra i professionisti il 10 settembre 2017, subentrando nel match di week 1 contro i Seattle Seahawks. Gioca con continuità nel corso della regular season, guadagnandosi la riconferma per il 2018. Dopo due annate con i Packs, il 31 agosto 2019 si trasferisce ai Cleveland Browns, con cui debutta l'8 settembre seguente, in week 1 contro i Tennessee Titans.
Il 27 marzo 2020 sigla un accordo annuale con gli Atlanta Falcons. Esordisce il 13 settembre 2020, nuovamente contro i Seahawks, trascorrendo la stagione principalmente come riserva. Il 22 marzo 2021 è invece ingaggiato tramite accordo biennale dagli Houston Texans, con cui debutta da subentrato il 12 settembre 2021 contro i Jacksonville Jaguars.
Il 17 marzo 2023 McCray firma con i Carolina Panthers.